# 高坂昌元
高坂昌元（こうさか まさもと，生年不詳－天正10年（1582年））戰國時代武將。別名春日昌元。通稱源五郎。官位：彈正忠、周防守（？）。武田四天王之一高坂昌信次子、高坂昌澄之弟。弟弟是高坂昌定。

## 生平
天正3年（1575）5月長篠之戰兄長昌澄戰死。3年後（1578）父親死去，昌元繼承家督。武田勝賴允許他代理海津城職務。武田氏與上杉氏和睦後，海津城兵士移防至沼津城。
天正10年（1582）織田信長開始進行武田征伐，昌元放棄沼津城回到甲斐防衛新府城。由於沒有與織田軍進行任何戰鬥，就將沼津城奉送給敵方一事，遭到勝賴懷疑，被勝賴命令回到海津城。武田氏被信長屠殺殆盡後，昌元歸屬北信濃領主森長可。信長死，武田家遺臣發起一揆，森長可逃亡，昌元率信濃國人眾阻止。
之後昌元改仕上杉景勝。7月13日，被發現與真田昌幸和北条氏直內通而遭景勝誅殺。高坂氏絕後。
慶長5年（1600）3月，第一任川中島藩主森忠政從信濃一帶殘餘高坂一族中探明18年前昌元妨礙森長可自信濃撤退，全族被處以極刑殺害。